# Rob & Wijnand en de Ochtendshow
Rob & Wijnand en de Ochtendshow was een radioprogramma van NPO 3FM. Het programma werd tussen 12 september 2022 en 26 februari 2024 iedere doordeweekse ochtend uitgezonden van 6:00 uur t/m 9:00 uur. De show werd gepresenteerd door Rob Janssen en Wijnand Speelman, en viel onder de vlag van zowel AVROTROS als KRO-NCRV

## Geschiedenis
De namen van Rob en Wijnand gonsden vanaf mei 2022 al rond voor de ochtendshow. Halverwege juli 2022 kondigde NPO 3FM een nieuwe programmering aan. Op dat moment werd bekend dat Rob Janssen en Wijnand Speelman definitief per september de ochtendshow gingen maken voor de publieke zender. Hiermee werd hun show de opvolger van Sanders Vriendenteam van Sander Hoogendoorn, die naar Radio Veronica vertrok. Rob en Wijnand kenden elkaar al van hun vrijdagavondshow Partij voor de Vrijdag, die door hun nieuwe ochtendshow kwam te vervallen.
De eerste uitzending van Rob en Wijnand en de Ochtendshow was op 12 september 2022. Sidekick/producer Lideke de Vries had eerder, in Partij voor de Vrijdag, aangegeven niet mee te gaan naar de ochtend. In de laatste uitzending van Partij voor de Vrijdag maakte ze bekend terug te komen op dit besluit en wel mee te gaan naar de ochtend.
Bij het programma hoorde ook de podcast Rob & Wijnand en het beste van 3FM. Na 8 april 2023 zijn er geen nieuwe afleveringen meer van deze podcast verschenen.
In februari 2024 kondigde Rob aan na anderhalf jaar te stoppen met de ochtendshow. Dit omdat het ochtendritme hem zwaarder viel dan verwacht. Op 26 februari 2024 was laatste uitzending met Rob. Sinds 27 februari 2024 zet Wijnand met Lideke de ochtendshow voort onder de naam Wijnand in de Ochtend. Rob ging vanaf april 2024 op de vrijdagmiddag presenteren.

## Programmaformat
Tijdens het programma bespraken Rob, Wijnand en Lideke met elkaar het nieuws van de dag, ook konden luisteraars inbellen en praten met de dj's. Daarnaast belden Rob en Wijnand vaak met een persoon uit de actualiteit en vonden er regelmatig live-optredens plaats van bands en artiesten met nieuwe muziek. Soms werden luisteraars die per app op de optredens reageerden teruggebeld en konden ze rechtstreeks praten met de artiesten.

### Vaste programmaonderdelen
- De Open Lijn: luisteraars konden inbellen en met Rob, Wijnand en Lideke praten over elk onderwerp.
- Twee Categorieën-spel: luisteraars konden vanuit twee categorieën een nieuwe woordspeling of woordgrap maken. De leukste inzendingen werden in een lijst met eervolle vermeldingen genoemd. De luisteraar met de leukste inzending werd teruggebeld en mocht grabbelen in de grabbelton. Rob en Wijnand vroegen vervolgens altijd, wat de luisteraar met de gewonnen prijs ging doen. En dat viel, gelet op de prijzen die te winnen waren, niet altijd mee om iets te bedenken.
- Het Bijna-Weekend-Lied: iedere vrijdag maakte Rob een lied waarin hij, vaak op satirische wijze, terugblikte op het nieuws van de afgelopen week. Luisteraars konden per app de onderwerpen aandragen.
- Moptober: sinds 3 oktober vertelden Rob, Wijnand of Lideke een mop. Met het gooien van een dobbelsteen werd bepaald wie de mop ging vertellen. Als er om de mop gelachen werd, werd er de volgende dag weer een mop verteld. Hierdoor ging het item veel langer door dan de maand oktober, wat in de eerste instantie niet de bedoeling was. Omdat er op 17 mei 2023 niet om de mop gelachen werd, is het onderdeel op die datum gesneuveld. In oktober 2023 keerde het onderdeel weer terug, maar sneuvelde later weer
- Het Sinterklaasjournaal-journaal: Rob, groot Sinterklaasfan, vatte rond Sinterklaastijd het Sinterklaasjournaal samen voor iedereen die het gemist heeft.